# 5.º Prêmio Jabuti
O 5º Prêmio Jabuti foi um evento organizado pela Câmara Brasileira do Livro (CBL) com o propósito de premiar o melhor da produção literária brasileira de 1962 em diferentes categorias.

## Prêmios
Os premiados foram:
| Categoria                           | Vencedores                                         |
| ----------------------------------- | -------------------------------------------------- |
| Personalidade Literária do Ano      | José Geraldo Vieira                                |
| Autor revelação - Literatura adulta | Deus da Chuva e da Morte Jorge Mautner             |
| Biografia e/ou memórias             | Belenzinho, 1910 Jacob Penteado                    |
| Capista                             | Vicente Di Grado                                   |
| Contos / Crônicas / Novelas         | Passe as Férias em Nassau Julieta de Godoy Ladeira |
| Estudos literários (ensaios)        | O Mundo Antes do Dilúvio                           |
| História literária                  | A Literatura Brasileira José Aderaldo Castelo      |
| Imprensa                            | José Condé                                         |
| Literatura infantil                 | Aventuras de Eduardo Elos Sand                     |
| Livreiro do Ano                     | Carlos Ribeiro                                     |
| Poesia                              | Lavra, Lavra Mário Chamie                          |
| Romance                             | A Mudança Marques Rebelo                           |
| Tradução de obra literária          | Poemas de Israel Cecília Meireles                  |